# Eduardo De Filippo
Eduardo De Filippo (ur. 24 maja 1900 w Neapolu, zm. 31 października 1984 w Rzymie) – włoski aktor teatralny i filmowy, reżyser, senator dożywotni.

## Życiorys
Pochodził z rodziny o aktorskich tradycjach, z branżą tą związany był jego ojciec, Eduardo Scarpetta. Eduardo De Filippo debiutował na scenie w jego zespole w wieku czternastu lat. Później wspólnie z siostrą Titiną i bratem Peppinem współtworzyli grupę teatralną, wystawiając głównie komedie w tym pisane w dialekcie neapolitańskim. Współpracował przez pewien czas z Luigim Pirandellem. Był autorem licznych sztuk teatralnych, m.in. Neapol, miasto milionerów, Filomena Marturano, Kłamstwo ma krótkie nogi, Wielka magia.
Wystąpił również w wielu filmach kinowych, w tym m.in. w wyreżyserowanym przez Vittoria De Sikę Złocie Neapolu (1954), gdzie zagrał u boku Sophii Loren i Silvany Mangano.
W 1973 odznaczony Krzyżem Wielkim Orderu Zasługi Republiki Włoskiej. 26 września 1981 prezydent Włoch Sandro Pertini w uznaniu zasług dla kultury powierzył mu godność dożywotniego senatora. Eduardo De Filippo zasiadał w Senacie VIII i IX kadencji do czasu swojej śmierci.

## Filmografia
- In campagna e' caduta una stella (1939)
- Non ti pago! (1942)
- Ti conosco, mascherina! (1943–1944)
- Napoli milionaria (1950)
- Filumena Marturano (1951)
- I sette peccati capitali (1952)
- Marito e moglie (1952)
- Ragazze da marito (1952)
- Villa Borghese (1953)
- Napoletani a Milano (1953)
- Złoto Neapolu (, 1954)
- Questi fantasmi (1954)
- Fortunella (1958)
- Il sogno di una notte di mezza sbornia (1959)
- Ferdinando I, re di Napoli (1959)
- Wszyscy do domu (1960)
- Fantasmi a Roma (1961)
- Oggi, domani, dopodomani (1965)
- Spara più forte, più forte… non capisco(1966)
- Questi fantasmi (1968)